# Tortula pseudolatifolia
Tortula pseudolatifolia är en bladmossart som beskrevs av Jules Cardot 1905. Tortula pseudolatifolia ingår i släktet tussmossor, och familjen Pottiaceae. Inga underarter finns listade i Catalogue of Life.